# Casa al carrer Carrasco i Formiguera, 15
La casa al carrer Carrasco i Formiguera, 15, és un edifici del barri de Sarrià de Barcelona, declarat bé amb elements d'interès (categoria C).
Va ser construït el 1905 pel mestre d'obres Josep Arnau i Piera, conjuntament amb els tres habitatges veïns, d'estils diferents, però que formen un conjunt unitari. Es tracta d'un habitatge unifamiliar entre mitgeres i amb jardí posterior, de planta baixa, planta pis, golfes i terrat. Destaca la façana pels elements neoàrabs de les obertures i la tribuna del pis.
Va ser la seu de l'escola St. Georges English School.